# Mhchem
mhchemは化学式、化学反応式を記述しやすくするためのTeXのマクロパッケージである。化学式の表現は、インラインな数式の記法を用いれば2$\mbox{H}_2\mbox{O}$のように表すことができるが、これは直感的ではないために開発されたパッケージである。

## 表現可能な形式
以下にmhchemが表現可能なものの例を挙げる
- 化学式の上付き、下付き文字（H2O, H+など）
- 分数（{\displaystyle {\frac {1}{2}}{\mbox{H}}_{2}{\mbox{O}}}など)
- 化学反応式の各種矢印の省略記法（{\displaystyle \leftarrow \rightarrow \leftrightarrow \downarrow \uparrow }など）
- 結合（単結合−、二重結合＝、三重結合≡）

## 例

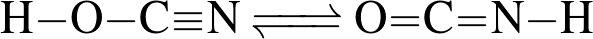
\ce{H-O-C#N <=> O=C=N-H}

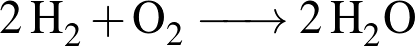
\ce{2H2 + O2 -> 2H2O}

```
%\usepackage{mhchem}

\ce
{
H-O-C#N <=> O=C=N-H
}

\ce
{
2H2 + O2 -> 2H2O
}

```